# Masmo fjärden
Masmo fjärden är en fjärd i Finland. Den ligger i Iniö i landskapet Egentliga Finland, i den sydvästra delen av landet, 200 km väster om huvudstaden Helsingfors.
Masmo fjärden avgränsas av Keistiö i öster, Inipett i söder, Husön i väster och Lökholm i norr. Den ansluter till Hästskärs fjärden vid Keistiö i sydöst och till Östra fjärden vid Åselholm i norr. Förkastningen Stråket passerar Masmo fjärden i nord-sydlig riktning.